# Schwefeloxidierende Bakterien
Schwefeloxidierende Bakterien oder Sulfurikanten sind autotrophe Bakterien, die Schwefelwasserstoff (H2S) und andere reduzierte Schwefelverbindungen, wie zum Beispiel Thiosulfat (S2O32−), zu elementarem Schwefel (S) oder Sulfat oxidieren. Die meisten können auch elementaren Schwefel zu Sulfat oxidieren. Die nicht-phototrophen („farblosen“) schwefeloxidierenden Bakterien bilden einen Stoffwechseltyp, keine phylogenetische Einheit. Viele Gruppen sind deshalb nicht verwandt und in sehr verschiedenen Taxa zu finden.
Schwefeloxidierende Bakterien werden manchmal auch als Schwefelbakterien bezeichnet, diese Bezeichnung ist jedoch mehrdeutig, sie wird auf verschiedene Stoffwechseltypen von Bakterien angewendet.
Zwei physiologische Gruppen schwefeloxidierender Bakterien werden unterschieden:
Nicht-phototrophe schwefeloxidierende Bakterien. Diese Bakterien decken ihren Energiebedarf durch die exergone Schwefeloxidation. Zu dieser Gruppe gehören zum Beispiel Acidithiobacillus thiooxidans (einzellig, aerob, acidophil), Beggiatoa (mehrzellig, fädig, aerob, nicht acidophil), Thioploca, Thiolava, Thiomicrospira, viele endolithisch lebende Bakterien und auch die 1999 entdeckte Thiomargarita namibiensis, die „Schwefelperle von Namibia“, das mit einem Durchmesser von bis zu einem dreiviertel Millimeter zur Entdeckungszeit größte bekannte Bakterium, bereits mit bloßem Auge sichtbar.
Photoautotrophe schwefeloxidierende Bakterien. Diese Bakterien besitzen Bacteriochlorophyll und nutzen Schwefelwasserstoff (H2S) oder andere reduzierte Schwefelverbindungen als Elektronenquelle (Reduktans) für eine anoxygene Photosynthese. Zu dieser Gruppe gehören die obligat anaeroben „Grünen Schwefelbakterien“ (zum Beispiel die Gattung Chlorobium) und die ebenfalls obligat anaeroben „Schwefelpurpurbakterien“ (zum Beispiel die Gattung Chromatium).
Cyanobakterien betreiben eine oxygene Photosynthese. Sie haben daher zwei Photosysteme und können Wasser als Elektronenquelle für die Reduktion von Kohlenstoffdioxid nutzen (unter Bildung elementaren Sauerstoffs). Einige Cyanobakterien können aber bei Vorhandensein von Schwefelwasserstoff auch diesen als Elektronenquelle nutzen (unter Bildung elementaren Schwefels) und verwenden in diesem Fall nur das Photosystem I, sie betreiben dann eine anoxygene Photosynthese. Sie können demnach der zweiten Gruppe, den photoautotrophen Schwefelbakterien zugerechnet werden. Man deutet die Fähigkeit zur Nutzung von Schwefelwasserstoff als Reduktans als Relikt der Evolution der oxygenen Photosynthese aus der anoxygenen.